# Рыкулино (Кашинский район)

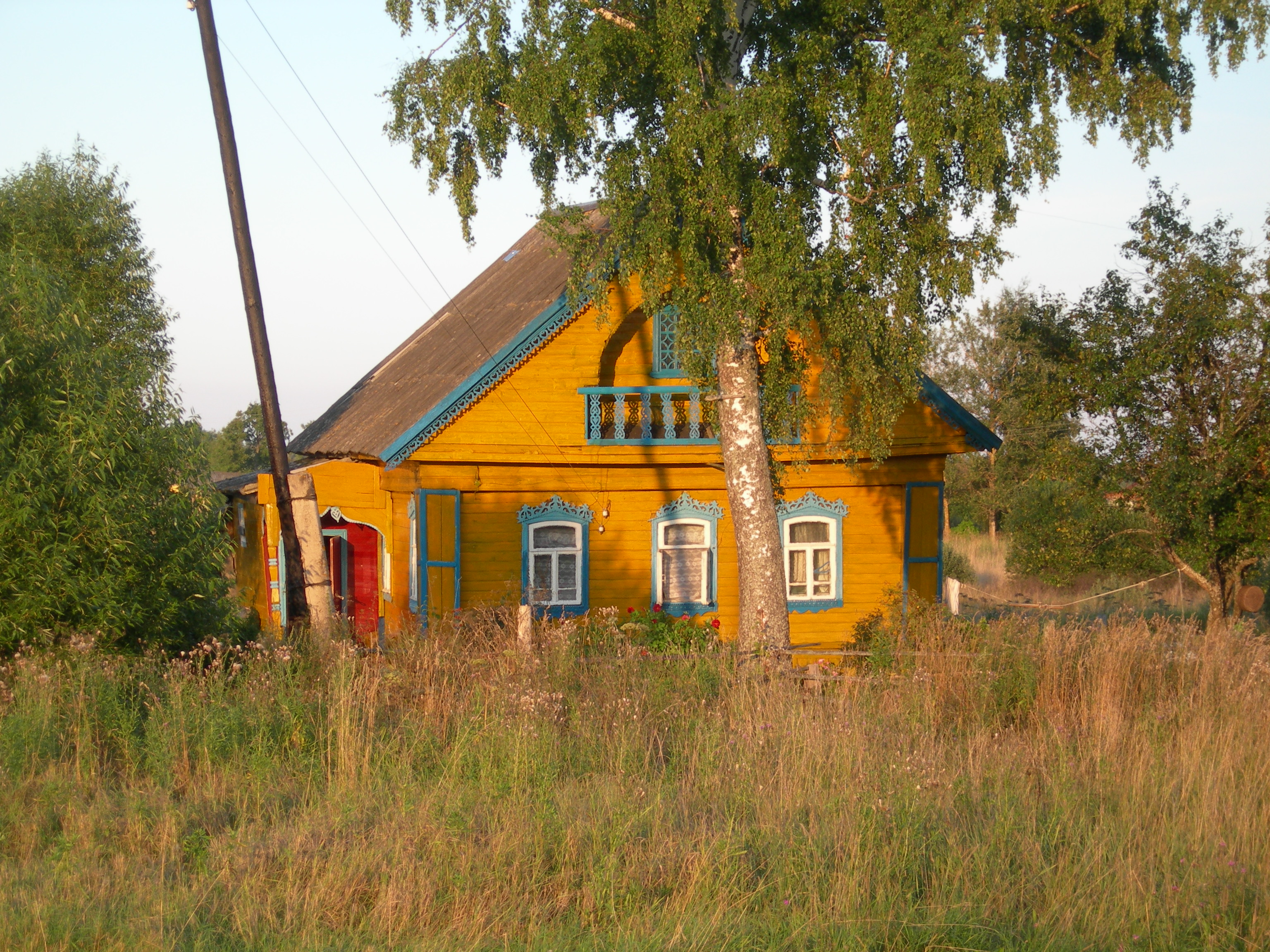
Дом в деревне Рыкулино

Рыку́лино — деревня в Кашинском районе Тверской области России. Входит в состав Шепелёвского сельского поселения.

## География
Деревня Рыкулино находится на самом востоке Тверской области, близ её границы с Ярославской областью, в 26 км к северо-востоку от города Кашина. Расположена на левом берегу реки Кибожа, в 1,8 км от её впадения в реку Корожечна.
Ближайшие деревени — Марково, Непотягово, Митрохино.

## История
В XVIII—XIX веках деревня относилась к Васильковской волости Мышкинского уезда Ярославской губернии.
В 1922 году постановлением Наркомата внутренних дел Васильковская волость Мышкинского уезда Рыбинской губернии вошла в состав Кашинского уезда. В 1927 году Кашинский уезд был упразднён, и Рыкулино отошла к Бежецкому уезду. В 1929 году Тверская губерния ликвидирована, и деревня вошла во вновь образованный Кашинский район Московской области.
С 1935 по 1990 год деревня относится к Кашинскому району Калининской области. С 1990 года — в Тверской области, Кашинский район.

## Экономика
Основной вид деятельности населения деревни — сельское хозяйство. До революции 1917 года местное население занималось в основном выращиванием льна, ржи, картофеля, овса, а также животноводством. По сведениям старожилов деревни в 1917 году местный крестьянин Суворов Николай Тимофеевич с сыновьями начал строительство завода по выжимке льняного масла на конном приводе. Завод был построен в 1918 году, но на волне борьбы с кулачеством впоследствии был сожжен населением близлежащих деревень.

Новый мощный виток развития сельского хозяйства приходится на период после Великой Отечественной войны. В это время в деревне, входящей в состав колхоза «Боевик» строится ферма для объединённого колхозного стада деревень Рыкулино, Марково, Непотягово, Митрохино, скотный двор для молодого поголовья скота, силосная яма, многочисленные риги и другие сельскохозяйственные постройки. В деревне появляется большое количество различной сельскохозяйственной техники. Помимо основной культуры — льна на полях выращивается рожь, пшеница, кукуруза, овёс, горох, подсолнечник.

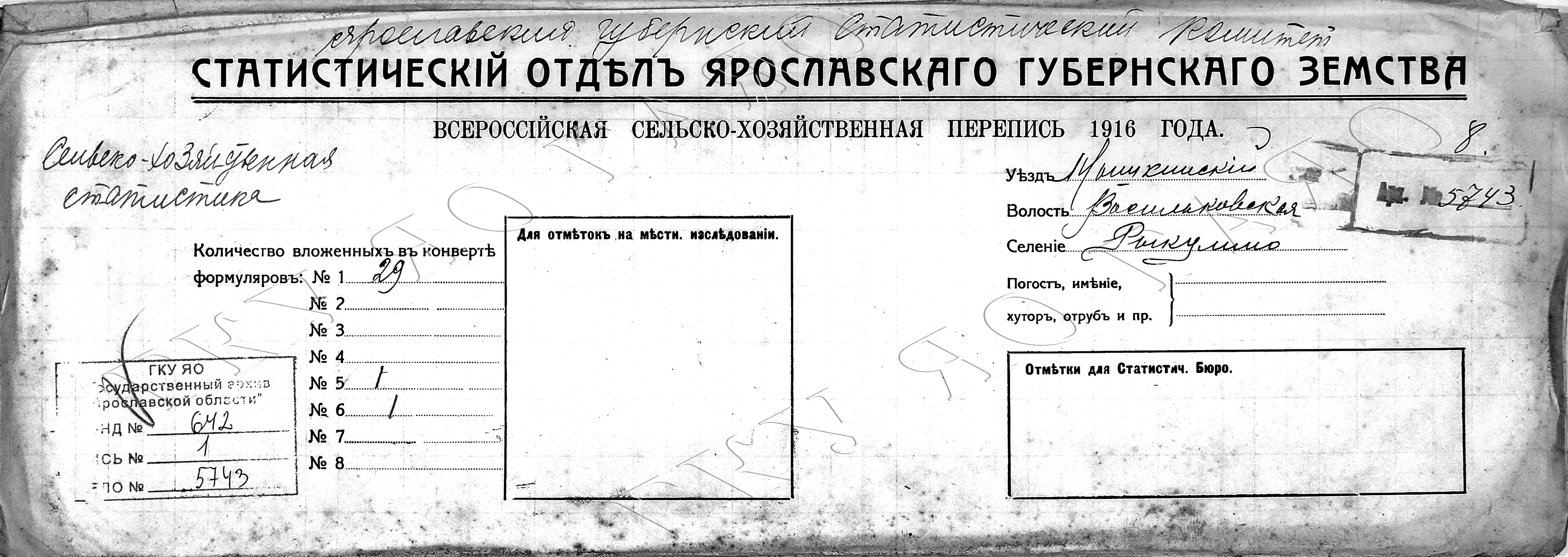
Подворные карточки обследования крестьянских хозяйств деревни Рыкулино

В 90-х годах XX столетия колхоз приходит в упадок, новая техника не закупается. Количество местного населения резко сокращается. Возделывание земель прекращается. Постройки сельскохозяйственного назначения разоряются. Оставшаяся от колхоза молочная ферма разрушается последней при пожаре в 2006 году.

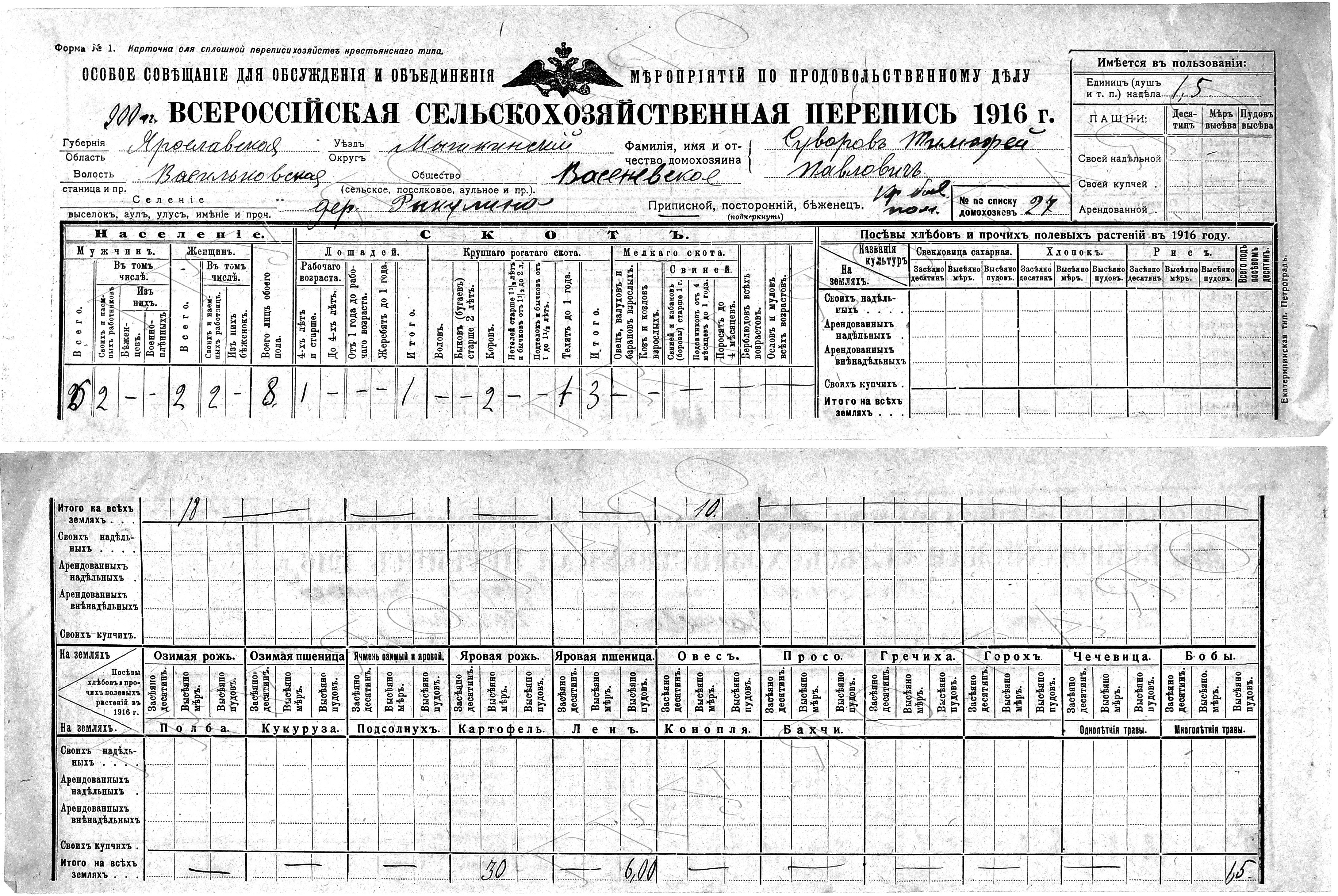
Подворная карточка обследования хозяйства Суворова Тимофея Павловича, крестьянина д. Рыкулино.

## Население
В Списках населённых мест Ярославской губернии от 1859 года указывается, что деревня Рыкулино являлась владельческой, состояла из 9 дворов, населяли её 36 жителей мужского пола и 30 женского.
По Всероссийской сельскохозяйственной переписи 1916 года в Рыкулино насчитывалось 29 дворов, в которых проживало в общей сложности 140 человек из которых 63 мужчины и 77 женщин.
По переписи 2002 года — 17 человек, 10 мужчин, 7 женщин.
По факту на сентябрь 2019 года Рыкулино насчитывает 1 двор, в котором проживает 2 человека. И ещё 4 двора, населенных, в основном, в летний период.